# Besarion Kodalaev
Besarion Kodalaev, född 21 februari 1982 i Tbilisi, är en georgisk fotbollsmålvakt som spelar för FC Trollhättan. 

## Karriär
Kodalaev har tidigare spelat för flera östeuropeiska klubbar i länder som Ukraina, Vitryssland och Moldavien. 
Den 13 februari 2011 presenterades Kodalaev som ett av klubben Östersunds FK:s nyförvärv. Efter säsongen utsågs han av Unibet till den bästa målvakten i hela division 2. Efter säsongen lämnade Kodalaev Östersund eftersom hans kontrakt gått ut. Innan säsongen 2012 skulle börja provspelade Kodalaev med den allsvenska klubben Syrianska FC. Han skrev dock inte på för klubben utan presenterades den 13 mars 2012 som ny målvakt i FC Trollhättan. Han tävlingsdebuterade för Trollhättan i en match mot Karlstad BK den 15 april 2012.
Säsongen 2014 spelade Kodalaev för Lärje/Angered IF. I december 2014 skrev han på för Vänersborgs IF. Inför säsongen 2017 gick Kodalaev till IFK Uddevalla. Inför säsongen 2018 återvände han till Vänersborgs IF. Inför säsongen 2021 värvades Kodalaev av IK Oddevold.. Kodalaev har vunnit division 2 serie med tre klubbar: Östersund FK, Vänersborgs IF,  IK Oddevold.  
I januari 2022 återvände Kodalaev till FC Trollhättan.